# Schenefeld (Kreis Steinburg)
Schenefeld (niederdeutsch: Scheenfeld) ist eine Gemeinde im Kreis Steinburg in Schleswig-Holstein. Im Ort befindet sich in interkommunaler Kooperation der Verwaltungssitz des Amtes Schenefeld.

## Geografie und Verkehr
Schenefeld liegt etwa 15 km nördlich von Itzehoe an der Bundesstraße 430. Durch die Gemeinde fließen die Mühlenau (Stegau) und der Meiereibach. Am Siezbütteler Mühlenteich liegt das Luisenbad. Schenefeld lag an der Bahnstrecke Rendsburg–Schenefeld.

## Geschichte
Die Kirche in Scanafeld soll erstmals Adam von Bremen im Jahr 1075 in der Gesta Hammaburgensis ecclesiae pontificum erwähnt haben. Allerdings existiert mit Schenefeld im Kreis Pinneberg ein gleichnamiger Ort, der die Erwähnung auf sich bezieht. Die Bonifatiuskirche soll sogar noch älter sein: Im Zuge der Ansgar-Verehrungen, besonders in den ersten Jahrzehnten des 20. Jahrhunderts, legte der Kunsthistoriker Alfred Kamphausen 1932 nach Grabungen an der Nordmauer der Kirche als Gründungsjahr 826 n. Chr. fest. Neue Grabungen brachten Mauerreste aus dem 12. Jahrhundert zum Vorschein, konnten eine Gründung der Kirche in der Karolingerzeit jedoch nicht verifizieren.
Von 1901 bis 1957 war in Schenefeld eine Bahnstation der Rendsburger Kreisbahn. Im bundesweiten Wettbewerb „Unser Dorf soll schöner werden“ gewann der Ort im Jahr 1983 Silber. Am 1. Januar 2013 erfolgte eine Eingemeindung der zuvor eigenständigen Gemeinde Siezbüttel nach Schenefeld.

## Politik

### Gemeindevertretung
Bei der Kommunalwahl am 14. Mai 2023 wurden insgesamt 17 Sitze vergeben. Von diesen erhielt die CDU acht Sitze, die Freie Wählergemeinschaft Schenefeld erhielt sechs Sitze und die SPD erhielt drei Sitze.

## Sehenswürdigkeiten
Besonders sehenswert ist die historisch bedeutsame Bonifatiuskirche. Das Ehrenmal für die Gefallenen des Ersten Weltkrieges wurde vom kaiserlichen Baurat Jürgen Kröger entworfen.

## Wirtschaft
In der Gemeinde gibt es neben Einzel- und Fachhandelsbetrieben sowie Dienstleistern und Gastronomiebetrieben verschiedene Handwerks- und Gewerbeunternehmen.

## Persönlichkeiten

### Söhne und Töchter der Gemeinde
- Heinrich Holm (1843–1892), Fahnenmaler und Freizeitarchäologe
- Willy Bandholz (1912–1999), Feldhandballspieler und Olympiasieger
- Hans Buhmann (1936–2008), ehemaliger Bürgermeister Schenefelds und Landtagsabgeordneter (CDU)
- Hans-Heinrich Barnick (* 1943), Fußballschiedsrichter und Kommunalpolitiker

### Mit Schenefeld verbunden
- Heinrich Kaak (1891–1975) war ein deutscher Tierarzt, von 1948 bis 1954 war er Vizepräsident und von 1954 bis 1957 Präsident der Tierärztekammer Schleswig-Holstein. Er praktizierte ab 1921 in Schenefeld.